# Pařát (časopis)
Pařát je český metalový magazín s důrazem na jeho tvrdé odnože, který začínal jako fanzin na podporu tuzemských a zahraničních kapel z okrajů tvrděrockového žánru. V dnešní podobě vychází ve formátu A4 a kvalitním tisku.

## Historie
První číslo vyšlo v lednu 2000 jako v té době mnoho dalších fanzinů v xeroxové podobě a formátu A5. Byla to snaha podpořit kapely, tvůrce a lidi činné v tzv. undergroundu (alternativní scéna tvrděrockového zaměření muziky). Tvůrcem fanzinu je Petr Říha, jež je známější pod svou přezdívkou Herdron. Obsahem zinu byly rozhovory s různými kapelami, tvůrci, pořadateli koncertů či majiteli hudebních vydavatelství, dále zde byly rubriky s recenzemi CD, demonahrávkami, články o masových vrazích a další témata související s danou scénou. Distribuce probíhala klasickým rozesíláním poštou či prostřednictvím stánků na koncertech, později prostřednictvím labelů. V roce 2001 došlo k přechodu na profi tisk s černobílou křídovou obálkou a následující číslo do formátu A4, který dodal časopisu nový rozměr. Rozšířilo se osazenstvo redakce, periodicita vycházení byla průměrně čtyři měsíce, časopis byl stále pouze zájmem několika lidí, kteří se realizovali ve volném čase prostřednictvím psaní o své oblíbené hudbě a životním stylu.
Roku 2006 vyšlo číslo 19 a ozdobila jej poprvé barevná obálka a Pařát zastřešuje nový label Crystal production a o rok později se stává i jeho vydavatelem, což byl pro časopis opět krok vzhůru, kvalitní tisk, zájem prezentace kapel. Rozvoj internetových magazínů zapříčinil krok Pařátu ke vkládání příloh v podobě kompilačních CD, barevných plakátů ve vysoké kvalitě a později i studiových CD kapel. Došlo i na pevnou periodicitu vydávání magazínu, ta činila čtyři čísla za kalendářní rok.
V roce 2008 se cesty redakce Pařátu a Crystal production rozcházejí a časopis vydává opět Herdron pod hlavičkou Pařát magazine.
O dva roky později a to číslem 32 počínaje se z Pařátu stal plnobarevný obměsíčník, který je pravidelně oceňován v anketě Břitva  a jako jediný, který vzešel z fanzinových kořenů, zůstává plnohodnotným tištěným médiem.
K únoru 2012 vyšlo celkově 44 čísel magazínu.

## Redakce
- Šéfredaktor: Petr "Herdron" Říha
- Zástupce šéfredaktora: Miroslav Kouřil
- Redakce: Michal Husák, Dana Kodytková, Jan Filip, Alexander Nováček, Petr Korál, Tamara Sawicka, Barbora Vaňková, Zdeněk Nevělík, Dan Pavlík
- Spolupracovníci redakce: Jiří Veselý , Jana Mrákavová
- Grafická úprava: Miroslav Kouřil, Pavel Hobrlant
- Jazyková úprava: Petr "Herdron" Říha, Dana Kodytková, Jan Filip